# 서산 개심사 심검당
개심사심검당(開心寺尋劍堂)은 대한민국 충청남도 서산시 운산면, 개심사에 있는 건축물이다. 1997년 12월 23일 충청남도의 문화재자료 제358호로 지정되었다.

## 개요
절의 기록에 의하면 개심사는 백제 의자왕 14년 혜감국사가 지었다고 되어 있다. 절 안에는 개심사 대웅전(보물 제143호)을 비롯하여 명부전, 무량수각 등의 문화재가 있다.
그 중 심검당은 건축연대를 기록한 문헌이 없어 지은 시기를 알 수 없고 단지 조선 성종 15년(1484)에 다시 지은 것으로 추정한다.
앞면 3칸·옆면 3칸 규모인데 건물 왼쪽에 앞면 3칸·옆면 5칸 규모의 덧집이 붙어 있다. 지붕은 옆면에서 볼 때 사람 인(人)자 모양인 맞배지붕이며, 지붕 처마를 받치기 위해 장식하여 만든 공포는 기둥 위에만 있는 주심포 양식으로 꾸몄다.

## 현지 안내문
심검당의 건립연대는 전해지는 기록이 없어 정확히는 알 수 없지만 조선 성종실록에 개심사의 건물이 1475냔(성종 6년)에 화재로 불타 없어진 것을 1484년(성종 15년)에 중창하였다는 기록으로 보아 심검당도 이때 함께 건립된 것으로 추정되며, 조선후기에 다시 중창되었다. 원래의 크기는 정면 3칸, 측면 3칸의 규모이나 지금은 'ㄱ'자협의 방을 이어지게 늘려지어 상당히 큰 요사로 남아 있다.
구조는 기단석위에 자연석의 주춧돌을 놓고 배흘림이 가미된 둥근 기둥을 세웠으며, 기둥 윗부분에 공포를 짜올려 지붕의 무게를 모두 기둥에 받도록 한 주심포 양식이다. 지붕의 뒷부분은 홑처마, 앞은 겹처마의 맞배지붕 집이다. 평지의 사원에서 볼 수 있는 것처럼 평탄하고 안정되어 산속의 다른 건축물과는 차이를 보이고 있다.

## 같이 보기
- 개심사

## 참고 자료
- 개심사심검당 - 국가유산청 국가유산포털